# Clara Skinner
Clara Skinner (1902–1976) foi uma gravurista americana conhecida pelas suas xilogravuras.
O seu trabalho está incluído nas colecções do Museu de Arte de Seattle, do Museu de Arte de Dallas da Galeria Nacional de Arte de Washington e do Metropolitan Museum of Art.